# Isla Chongming
Chongming en chino, 崇明岛; pinyin, Chóngmíng dǎo; Wu: Dzonmin) es una isla china localizada en la desembocadura del río Yangtsé en el océano Pacífico. Con un área de 1041,38 km², es la tercera isla más grande de China, después de Hainan y Taiwán. En 2001 tenía una población de 694.600 habitantes.
Fue una de las áreas más rurales de Shanghái, pero actualmente es sujeto de un plan maestro urbano y agrícola, patrocinado por el gobierno chino. Se constrirá un túnel para conectar la isla con Shanghái, y se quiere incrementar la población mediante la construcción de una ecociudad al este de Chongming, Dongtan, incorporando agricultura specializada y desarrollo sustentable.

## Reserva natural y sitio Ramsar de Chongming Dongtan

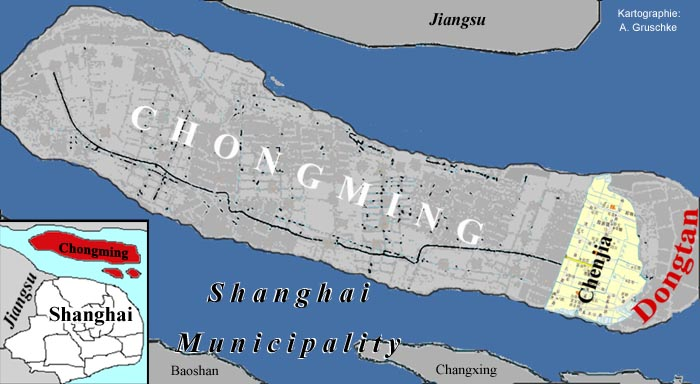
Isla de Chongming. La reserva y el sitio Ramsar se encuentran en el extremo oriental, en Dongtang.

La Reserva natural de Chongming Dongtan se encuentra en el extremo oriental de Chongming, la mayor isla aluvial en un estuario del mundo, en el río Yangtsé. El sitio consta sobre todo de aguas del río y bajos intermareales de lodo, arena o sal. Entre los ricos recursos naturales del humedal hay una vegetación floreciente en las zonas intermareales, donde se encuentran arroyos de marea desarrollados, y varios bentos. El sitio es un ecosistema típico, único y diverso ubicado entre los ecosistemas del río Yangtze, el mar Amarillo y el Mar de la China Oriental. Plantas como la Phragmites y la Scirpus mariqueter endémica, que ocupan una gran parte del humedal, desempeñan un papel importante para enriquecer las producciones primarias, purificar el agua, resistir las mareas de tempestad y proteger las costas contra la erosión. El humedal es un sitio importante de invernada y parada para 111 especies de aves acuáticas migratorias, entre estas algunas especies amenazadas a escala mundial, como el correlimos cuchareta (Eurynorhynchus pygmeus), en grave peligro de extinción; la espátula menor (Platalea minor), una especie amenazada; y la grulla monje (Grus monacha), una especie vulnerable. Además, es un hábitat importante y una vía migratoria para el esturión chino (Acipenser sinensis), en grave peligro de extinción. Las 94 especies de agua dulce y de agua de mar y los peces migratorios que se encuentran en este sitio representan más del 80 % del total de especies de peces estuarinos del Yangtze. En 2002, la reserva fue declarada sitio Ramsar número 1144 (31°29′N 121°57′E).